# Platychelus anomalus
Platychelus anomalus är en skalbaggsart som beskrevs av Hermann Burmeister 1844. Platychelus anomalus ingår i släktet Platychelus och familjen Melolonthidae. Inga underarter finns listade i Catalogue of Life.